# Gewone nachtwolfspin
De gewone nachtwolfspin (Trochosa terricola) is een spin die behoort tot de wolfspinnen. De soort komt voor in het Holarctisch gebied De spin is donkerbruin met lichtere poten. De soort leeft in open, vochtige gebieden.

## Kenmerken
De vrouwtjes van de aardwolfspin bereiken een lichaamslengte van 10 tot 14 millimeter, mannetjes een van 8 tot 10. De basiskleur van de soort is meestal bruin met een roodachtige tint. Net als de andere vertegenwoordigers van het geslacht Trochosa, heeft de aardwolfspin ook een lichte lengteband op de prosoma, die een uitstulping heeft in de voorste helft. Daarbinnen bevinden zich twee zwarte lengtestrepen. De opisthosoma heeft een lichtere spuugvlek en daarachter meerdere hoekvlekken en lichtere stippenparen. Een zeker onderscheidend kenmerk van andere soorten van het geslacht is de ontbrekende klauw op de punt van de sonde bij het mannetje.

## Levenswijze
Zoals alle wolfspinnen is de aardwolfspin vooral actief in de schemering en 's nachts. Het kan overdag ook af en toe worden waargenomen, maar is vaak verborgen onder stenen of dood hout. Dit is ook waar de spin zijn hol graaft, waar hij graag de dag doorbrengt.
prooi vangen
De spinnen bouwen geen eigen web, maar zwerven rond op zoek naar voedsel. Prooien, meestal andere geleedpotigen van de juiste grootte, worden gegrepen in een verrassingsaanval, zoals gebruikelijk is bij wolfspinnen, voordat de spin zijn gif injecteert. De aardwolfspin wordt niet zelden belaagd door vrouwtjes van de springspinwesp en andere soorten van het geslacht Anoplius. Deze spinwespen zijn sluipwespen en gebruiken de spinnen, die eerder verlamd zijn geraakt door een steek, als voedsel voor hun kroost.
voortplanting
Het paarseizoen voor aardwolfspinnen is in het voorjaar. Tijdens het paren, dat enkele uren duurt, klimt het mannetje op de rug van het vrouwtje en steekt om de beurt zijn bulbi in de epigyne van het vrouwtje. Enige tijd na het paren creëert het vrouwtje haar cocon, met ongeveer 100 eieren, in haar hol en bevestigt deze aan haar spintepels zoals andere wolfspinnen. De uitgekomen jongen klimmen op de opisthosoma van het vrouwtje en blijven daar tot de eerste vervelling. De levensverwachting van de aardwolfspin is twee jaar. Hoewel de vrouwtjes het hele jaar door te vinden zijn, zijn de mannetjes vooral actief in de lente en in de herfst.

## Verspreiding
De gewone nachtwolfspin komt voor in heel Europa en delen van Azië, inclusief Oost-Siberië, China en Japan. Het geeft de voorkeur aan droge tot matig vochtige biotopen met halfschaduw of volledige blootstelling aan licht. Dergelijke habitats vormen bijvoorbeeld open plekken en bosranden, maar ook droog grasland. De aardwolfspin wordt vaak binnen zijn verspreidingsgebied aangetroffen en wordt daarom niet als bedreigd geclassificeerd.